# Szpital Żydowski we Wrocławiu (ul. Sudecka)

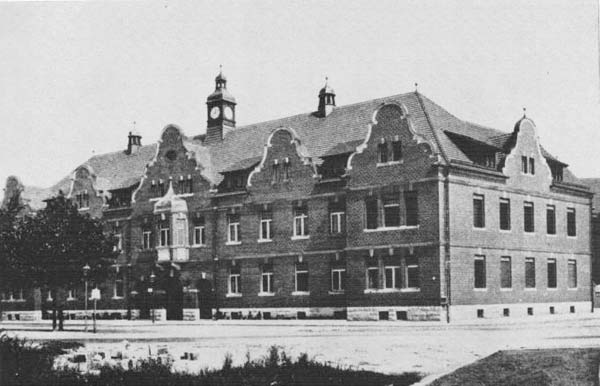
Szpital zaraz po otwarciu

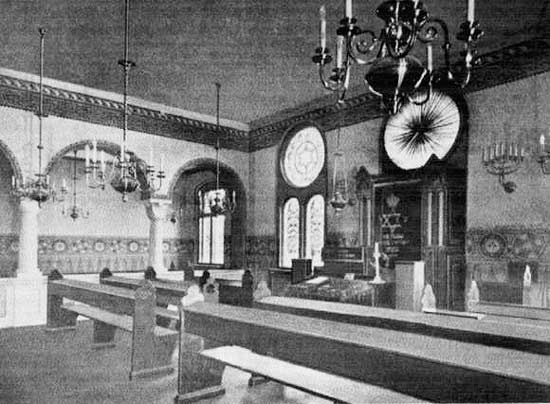
Wnętrze szpitalnej synagogi

Szpital Żydowski we Wrocławiu – żydowska placówka medyczna we Wrocławiu, mieszcząca się przy ulicy Sudeckiej 92/96. Był trzecim z rzędu szpitalem żydowskim w mieście i jednym z najnowocześniejszych w ówczesnych Niemczech.
W 1897 roku podjęto decyzję o budowie nowego szpitala żydowskiego. W tym samym roku zakupiono również obszerną działkę przy ulicy Sudeckiej. W 1898 r. rozpisano konkurs na projekt architektoniczny. Werdyktem komisji konkursowej, w której zasiadali m.in. przez Richard Plüdemann i Jan Mikulicz-Radecki, projekt architektoniczny wykonał Reinhard Herold, a nadzorem budowlanym kierowali bracia Ehrlichowie oraz H. Schmieden. Środki na kosztujący 1 mln 650 tys. marek w większości przekazali mieszkańcy Wrocławia lub w inny sposób z nim związani, wśród nich Marcus Fuchs, rodzina Schottländerów, Isidor Alexander, Heinrich Heimann, Salomon Kauffmann, Adolf Schwerin oraz rodzina Goldsmichdtów, ale była też wśród nich paryska baronowa Clara Hirsch von Gereucht, która darowała 0,3 mln marek. Natomiast połowę środków zebrano z datków od drobnych darczyńców.
Uroczyste otwarcie szpitala posiadającego oddziały chirurgiczny i wewnętrzny nastąpiło pod koniec kwietnia 1903 roku. W szpitalu wyróżniano sale dla chorych I, II i III klasy, przy czym do III klasy przyjmowano też pacjentów leczonych bezpłatnie. Finansowanie szpitala zapewniały datki zamożnych Żydów. Jeszcze przed I wojną światową, w 1912 zbudowano nowy budynek, w którym otwarto oddział okulistyczny i ginekologiczny. W 1927 otwarto pierwszą we Wrocławiu pracownię rentgenologiczną w nowym pawilonie projektu Ehrlichów. W jednym z dużych pomieszczeń szpitala przez cały jego okres istnienia znajdowała się synagoga przeznaczona dla personelu oraz pacjentów, a kuchnia szpitalna gotowała koszernie. Jednocześnie szybko rósł odsetek pacjentów niebędących Żydami: od 28% w 1913 r. do ponad 60% w latach 1920.
Szpital w latach 1930. był trzecim co do wielkości szpitalem Wrocławia i dysponował 400 łóżkami, obsługując ponad 4,5 tys. pacjentów. W tym czasie dyrektorem szpitala był Ludwig Guttmann, a po jego wyjeździe z Niemiec zastąpił go Siegmund Hadda. Po rozpoczęciu przygotowań do wybuchu II wojny światowej szpital odebrano gminie żydowskiej i przeznaczono na potrzeby wojska. Żydowskich chorych wówczas przeniesiono do budynków prywatnych i gminnych, m.in. do siedziby Zarządu Gminy Wyznaniowej Żydowskiej czy budynków nowego cmentarza żydowskiego. Dyrektor Hadda aż do ostatecznej deportacji wrocławskich Żydów w 1943 prowadził pogotowie chirurgiczne w budynku gminy żydowskiej. 
W 1945 roku budynki szpitalne zostały znacznie uszkodzone, a po zakończeniu wojny wyremontowano je i przekazano Szpitalowi Kolejowemu, który funkcjonował do 2015, a dwa lata później nieużywane budynki kupiła firma deweloperska celem przebudowy na biura i mieszkania.